# Mark Higgins (pilota automobilistico)
Mark Higgins (Man, 21 maggio 1971) è un pilota di rally britannico, vincitore per tre volte del campionato nazionale di categoria nel 1997, 2005 e 2006.

## Palmarès
- Campionato britannico rally: 3
1997 su Nissan Sunny GTi
2005 su Ford Focus RS WRC 02
2006 su Subaru Impreza STi N12

### Vittorie nel P-WRC
| Nº | Anno | Rally             | Copilota     | Vettura                  |
| -- | ---- | ----------------- | ------------ | ------------------------ |
| 1  | 2007 | Rally del Messico | Scott Martin | Mitsubishi Lancer Evo IX |

## Risultati nel mondiale rally

### WRC
| 1990 | Scuderia | Vettura          |  |  |  |  |  |  |  |  |  |  |  |     |  |  |  |  | Punti | Pos. |
| ---- | -------- | ---------------- |  |  |  |  |  |  |  |  |  |  |  | --- |  |  |  |  | ----- | ---- |
| 1990 |          | Suzuki Swift GTi |  |  |  |  |  |  |  |  |  |  |  | Rit |  |  |  |  | 0     |      |

| 1991 | Scuderia | Vettura                              |  |    |  |  |  |  |  |  |  |  |  |  |  |     |  |  | Punti | Pos. |
| ---- | -------- | ------------------------------------ |  | -- |  |  |  |  |  |  |  |  |  |  |  | --- |  |  | ----- | ---- |
| 1991 |          | Suzuki Swift GTi e Vauxhall Nova GSI |  | 70 |  |  |  |  |  |  |  |  |  |  |  | Rit |  |  | 0     |      |

| 1993 | Scuderia              | Vettura                |  |  |  |  |  |  |  |  |  |  |  |  |    |  |  |  | Punti | Pos. |
| ---- | --------------------- | ---------------------- |  |  |  |  |  |  |  |  |  |  |  |  | -- |  |  |  | ----- | ---- |
| 1993 | Vauxhall Dealer Sport | Vauxhall Astra GSI 16V |  |  |  |  |  |  |  |  |  |  |  |  | 19 |  |  |  | 0     |      |

| 1994 | Scuderia | Vettura               |  |  |  |  |  |  |  |  |  |     |  |  |  |  |  |  | Punti | Pos. |
| ---- | -------- | --------------------- |  |  |  |  |  |  |  |  |  | --- |  |  |  |  |  |  | ----- | ---- |
| 1994 |          | Honda Civic VTi (EG6) |  |  |  |  |  |  |  |  |  | Rit |  |  |  |  |  |  | 0     |      |

| 1997 | Scuderia                  | Vettura                                      |  |  |  |  |  |  |  |  |  |     |  |  |  |     |  |  | Punti | Pos. |
| ---- | ------------------------- | -------------------------------------------- |  |  |  |  |  |  |  |  |  | --- |  |  |  | --- |  |  | ----- | ---- |
| 1997 | Nissan Motorsports Europe | Nissan Micra Kit Car e Nissan Almera Kit Car |  |  |  |  |  |  |  |  |  | Rit |  |  |  | Rit |  |  | 0     |      |

| 1998 | Scuderia                  | Vettura               |  |  |  |     |  |  |  |     |  |    |    |  |     |  |  |  | Punti | Pos. |
| ---- | ------------------------- | --------------------- |  |  |  | --- |  |  |  | --- |  | -- | -- |  | --- |  |  |  | ----- | ---- |
| 1998 | Nissan Motorsports Europe | Nissan Almera Kit Car |  |  |  | Rit |  |  |  | Rit |  | 15 | 18 |  | Rit |  |  |  | 0     |      |

| 1999 | Scuderia                 | Vettura                                                  |  |  |  |  |  |  |  |  |  |     |  |  |    |    |  |  | Punti | Pos. |
| ---- | ------------------------ | -------------------------------------------------------- |  |  |  |  |  |  |  |  |  | --- |  |  | -- | -- |  |  | ----- | ---- |
| 1999 | Volkswagen Motorsport UK | Volkswagen Golf III Kit Car e Volkswagen Golf IV Kit Car |  |  |  |  |  |  |  |  |  | Rit |  |  | 13 | 15 |  |  | 0     |      |

| 2000 | Scuderia            | Vettura                |  |  |  |  |  |  |  |  |  |  |  |  |  |    |  |  | Punti | Pos. |
| ---- | ------------------- | ---------------------- |  |  |  |  |  |  |  |  |  |  |  |  |  | -- |  |  | ----- | ---- |
| 2000 | Vauxhall Motorsport | Vauxhall Astra Kit Car |  |  |  |  |  |  |  |  |  |  |  |  |  | 32 |  |  | 0     |      |

| 2001 | Scuderia            | Vettura                                       |  |  |  |  |  |     |  |  |  |  |  |  |  |     |  |  | Punti | Pos. |
| ---- | ------------------- | --------------------------------------------- |  |  |  |  |  | --- |  |  |  |  |  |  |  | --- |  |  | ----- | ---- |
| 2001 | Ford Motor Co. Ltd. | Mitsubishi Lancer Evo VI e Ford Focus WRC '01 |  |  |  |  |  | Rit |  |  |  |  |  |  |  | Rit |  |  | 0     |      |

| 2002 | Scuderia            | Vettura            |  |  |  |  |  |  |  |  |  |  |  |  |  |   |  |  | Punti | Pos. |
| ---- | ------------------- | ------------------ |  |  |  |  |  |  |  |  |  |  |  |  |  | - |  |  | ----- | ---- |
| 2002 | Ford Motor Co. Ltd. | Ford Focus WRC '02 |  |  |  |  |  |  |  |  |  |  |  |  |  | 6 |  |  | 1     | 20º  |

| 2003 | Scuderia | Vettura                                    |  |  |  |  |  |  |  |  |     |  |    |    |  |  |  |  | Punti | Pos. |
| ---- | -------- | ------------------------------------------ |  |  |  |  |  |  |  |  | --- |  | -- | -- |  |  |  |  | ----- | ---- |
| 2003 |          | Renault Clio S1600 e Subaru Impreza STi N9 |  |  |  |  |  |  |  |  | Rit |  | 17 | 15 |  |  |  |  | 0     |      |

| 2004 | Scuderia | Vettura                                 |  |     |     |     |  |  |  |     |  |  |  |    |  |    |  |     | Punti | Pos. |
| ---- | -------- | --------------------------------------- |  | --- | --- | --- |  |  |  | --- |  |  |  | -- |  | -- |  | --- | ----- | ---- |
| 2004 | M-Sport  | Subaru Impreza STi e Ford Focus WRC '01 |  | Rit | Rit | Rit |  |  |  | Rit |  |  |  | 16 |  | 16 |  | Rit | 0     |      |

| 2005 | Scuderia                   | Vettura                                        |  |     |  |     |    |     |    |     |    |  |  |   |  |  |  |    | Punti | Pos. |
| ---- | -------------------------- | ---------------------------------------------- |  | --- |  | --- | -- | --- | -- | --- | -- |  |  | - |  |  |  | -- | ----- | ---- |
| 2005 | Stobart VK Ford Rally Team | Subaru Impreza STi N11 e Ford Focus RS WRC '04 |  | Rit |  | Rit | 10 | Rit | 44 | Rit | SQ |  |  | 8 |  |  |  | 10 | 1     | 25º  |

| 2006 | Scuderia | Vettura               |  |  |  |  |  |  |  |  |  |  |  |  |  |  |  |     | Punti | Pos. |
| ---- | -------- | --------------------- |  |  |  |  |  |  |  |  |  |  |  |  |  |  |  | --- | ----- | ---- |
| 2006 |          | Ford Focus RS WRC '04 |  |  |  |  |  |  |  |  |  |  |  |  |  |  |  | Rit | 0     |      |

| 2007 | Scuderia | Vettura                  |  |     |  |    |  |  |  |    |  |  |  |  |  |    |     |    | Punti | Pos. |
| ---- | -------- | ------------------------ |  | --- |  | -- |  |  |  | -- |  |  |  |  |  | -- | --- | -- | ----- | ---- |
| 2007 |          | Mitsubishi Lancer Evo IX |  | Rit |  | 10 |  |  |  | 18 |  |  |  |  |  | 19 | Rit | 16 | 0     |      |

| 2008 | Scuderia              | Vettura                       |  |  |  |  |  |  |  |  |  |  |  |  |  |  |     |  | Punti | Pos. |
| ---- | --------------------- | ----------------------------- |  |  |  |  |  |  |  |  |  |  |  |  |  |  | --- |  | ----- | ---- |
| 2008 | Subaru Rally Team USA | Subaru Impreza STi N11 Spec C |  |  |  |  |  |  |  |  |  |  |  |  |  |  | Rit |  | 0     |      |

| 2013 | Scuderia       | Vettura        |  |  |  |  |  |  |  |  |  |  |  |  |    |  |  |  | Punti | Pos. |
| ---- | -------------- | -------------- |  |  |  |  |  |  |  |  |  |  |  |  | -- |  |  |  | ----- | ---- |
| 2013 | Symtech Racing | Ford Fiesta R5 |  |  |  |  |  |  |  |  |  |  |  |  | 10 |  |  |  | 1     | 32º  |

| Legenda | 1º posto | 2º posto | 3º posto | A punti | Senza punti | Ritirato | Squalificato | NP=Non partito C=Gara cancellata | Apice=Power stage |

### WRC-2
| 2013 | Scuderia       | Vettura        |  |  |  |  |  |  |  |  |  |  |  |  |   |  |  |  | Punti | Pos. |
| ---- | -------------- | -------------- |  |  |  |  |  |  |  |  |  |  |  |  | - |  |  |  | ----- | ---- |
| 2013 | Symtech Racing | Ford Fiesta R5 |  |  |  |  |  |  |  |  |  |  |  |  | 3 |  |  |  | 15    | 23º  |

| Legenda | 1º posto | 2º posto | 3º posto | A punti | Senza punti | Ritirato | Squalificato | NP=Non partito C=Gara cancellata | Apice=Power stage |

### Group N Cup/P-WRC
| 2001 | Scuderia | Vettura                  |  |  |  |  |  |     |  |  |  |  |  |  |  |  |  |  | Punti | Pos. |
| ---- | -------- | ------------------------ |  |  |  |  |  | --- |  |  |  |  |  |  |  |  |  |  | ----- | ---- |
| 2001 |          | Mitsubishi Lancer Evo VI |  |  |  |  |  | Rit |  |  |  |  |  |  |  |  |  |  | 0     |      |

| 2004 | Scuderia | Vettura            |  |     |     |     |  |  |  |     |  |  |  |  |  |   |  |     | Punti | Pos. |
| ---- | -------- | ------------------ |  | --- | --- | --- |  |  |  | --- |  |  |  |  |  | - |  | --- | ----- | ---- |
| 2004 |          | Subaru Impreza STi |  | Rit | Rit | Rit |  |  |  | Rit |  |  |  |  |  | 4 |  | Rit | 5     | 16º  |

| 2005 | Scuderia | Vettura                |  |     |  |     |  |     |    |  |    |  |  |  |  |  |  |   | Punti | Pos. |
| ---- | -------- | ---------------------- |  | --- |  | --- |  | --- | -- |  | -- |  |  |  |  |  |  | - | ----- | ---- |
| 2005 |          | Subaru Impreza STi N11 |  | Rit |  | Rit |  | Rit | 13 |  | SQ |  |  |  |  |  |  | 2 | 8     | 13º  |

| 2007 | Scuderia | Vettura                  |  |     |  |   |  |  |  |   |  |  |  |  |  |   |     |   | Punti | Pos. |
| ---- | -------- | ------------------------ |  | --- |  | - |  |  |  | - |  |  |  |  |  | - | --- | - | ----- | ---- |
| 2007 |          | Mitsubishi Lancer Evo IX |  | Rit |  | 1 |  |  |  | 4 |  |  |  |  |  | 5 | Rit | 3 | 25    | 3º   |

| 2008 | Scuderia              | Vettura                       |  |  |  |  |  |  |  |  |  |  |  |  |  |  |     |  | Punti | Pos. |
| ---- | --------------------- | ----------------------------- |  |  |  |  |  |  |  |  |  |  |  |  |  |  | --- |  | ----- | ---- |
| 2008 | Subaru Rally Team USA | Subaru Impreza STi N11 Spec C |  |  |  |  |  |  |  |  |  |  |  |  |  |  | Rit |  | 0     |      |

| Legenda | 1º posto | 2º posto | 3º posto | A punti | Senza punti | Ritirato | Squalificato | NP=Non partito C=Gara cancellata | Apice=Power stage |